# Leidenfrostov pojav
Leidenfrostov pojáv [lájdenfrostov pojáv] je fizikalni pojav, ki se ga opazi, če se na vročo ploščo spusti kapljo hlapljive tekočine (kapljevine). Kaplja se ne prilepi na površino, kot bi se v primeru, če bi bila plošča hladna, ampak lebdi nad njo. Pojav je buren, kaplja utripa in se premika kot brez trenja.
Pojav je prvi opisal nemški zdravnik in teolog Johann Gottlob Leidenfrost v svojem delu iz leta 1756 Traktat o nekaterih značilnostih navadne vode (De Aquae Communis Nonnullis Qualitatibus Tractatus).
Pojav se lahko opazuje v kuhinji, če se na vročo ploščo električnega kuhalnika spusti kapljo vode. Kaplja se bo postopoma manjšala in končno izginila, vendar veliko počasneje, kot če bi se jo spustilo na nekoliko manj vročo ploščo, po kateri bi se kapljevina razlezla.
Pojav se tolmači s tem, da se na spodnji strani, ki je blizu vroče plošče, kapljevina hitro uparja. Če je plošča dovolj vroča, mora izpod kapljice uhajati v okolico toliko pare, da nastane nadtlak pare, ki drži kapljo nad površino, v dinamičnem ravnovesju med težo kaplje in silo, ki jo povzroča nadtlak pare. Ravnovesje je lahko stabilno, dokler je plošča dovolj vroča. Če se kaplja približa plošči, se uparevanje (uparjanje) poveča in s tem tudi nadtlak pare pod kapljo, kar potisne kapljo zopet navzgor.
Pojav je soroden pojavu prežiga (angleško burnout). Ob grelni površini z visoko gostoto toplotnega toka mehurčasto vrenje (glej vrenje) preide v plastno vrenje: ob grelcu se tvori plast pare. Plast pare grelec izolira od obdajajoče kapljevine, zaradi majhne toplotne prevodnosti pare. Material grelca se lahko stali ali kako drugače poškoduje (prežge). Upoštevanje tega pojava je pomembno pri projektiranju jedrskih reaktorjev, ker se zaradi velike toplotne moči, ki jo proizvajajo, gorivni elementi lahko prežgejo. Tak pojav je sodeloval pri dogajanju ob jedrski nesreči na Otoku treh milj v ZDA.  